# Яворово (Гнезненський повіт)
Яворово (пол. Jaworowo, нім. Jarenau) — село в Польщі, у гміні Вітково Гнезненського повіту Великопольського воєводства.
Населення — 338 осіб (2011).
У 1975-1998 роках село належало до Конінського воєводства.

## Демографія
Демографічна структура станом на 31 березня 2011 року:
|          | Загалом | Допрацездатний вік | Працездатний вік | Постпрацездатний вік |
| -------- | ------- | ------------------ | ---------------- | -------------------- |
| Чоловіки | 184     | 39                 | 129              | 16                   |
| Жінки    | 154     | 30                 | 93               | 31                   |
| Разом    | 338     | 69                 | 222              | 47                   |